# ورخنی تاشبوکان
ورخنی تاشبوکان (انگلیسی: Verkhny Tashbukan) یک شهرک در شهرستان گافوریسکی استان باشقیرستان کشور روسیه است.